# Fantas
Fantas ist ein kanadischer Kurzfilm aus dem Jahr 2024 unter der Regie von Halima Elkhatabi. Der Kurzfilm nahm in der Sektion Generation 14plus an der 75. Berlinale teil und feierte dort seine internationale Premiere. Er wurde erstmals 2024 in Kanada anlässlich des Toronto International Filmfestivals (TIFF) gezeigt.

## Handlung
An einem Sommernachmittag unternimmt Tania mit ihrem Pferd Fantas eine ereignisreiche Odyssee, bei der zwei Welten aufeinander treffen, als die junge Frau zum ersten Mal ihr Pferd mit in die Stadt nimmt, um es ihren Freundinnen aus dem Arbeiterviertel, in dem sie auch selbst lebt, vorzustellen.

## Hintergrund
Die kanadische Regisseurin Halima Elkhatabi drehte bereits mehrere prämierte Dokumentar- und Kurzfilme. Ihr Film Fantas wurde von der kanadischen Filmgenossenschaft SPIRA unterstützt, die das Schaffen und die Produktion unabhängiger Filme fördert und Filmwerke vertreibt, um ihre Verbreitung in Kanada und im Ausland sicherzustellen.
Auf der Website von mubi.com wurde Fantas als „richly cinematic drama“ bezeichnet.

## Auszeichnungen
Fantas nahm vor der 75. Berlinale auch am kanadischen Festival de Nouveau Cinéma 2024 und dem Toronto International Film Festival 2024 teil.